# 電子遊樂場

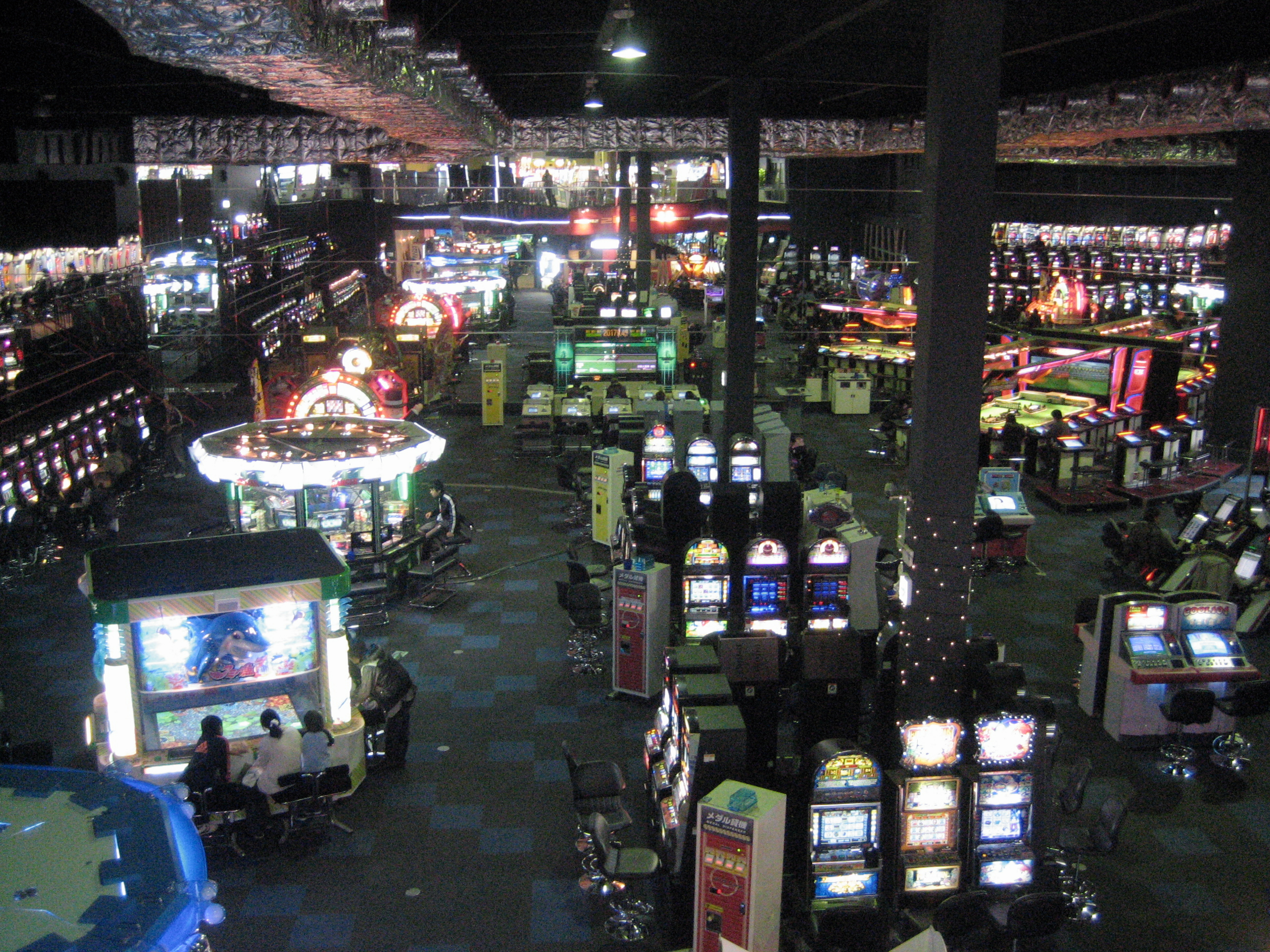
日本遊藝場內的設施

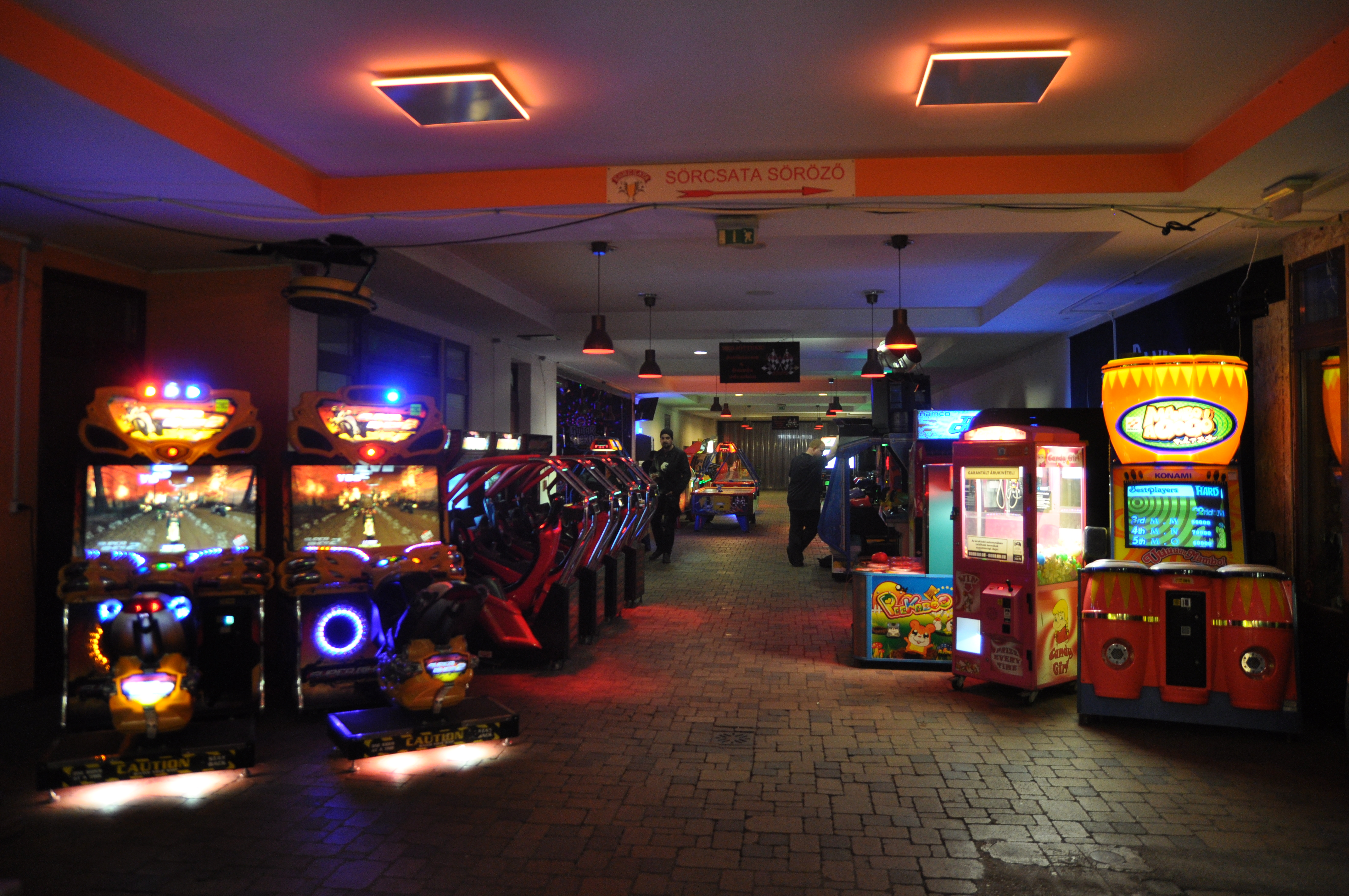
匈牙利布達佩斯一間遊樂場

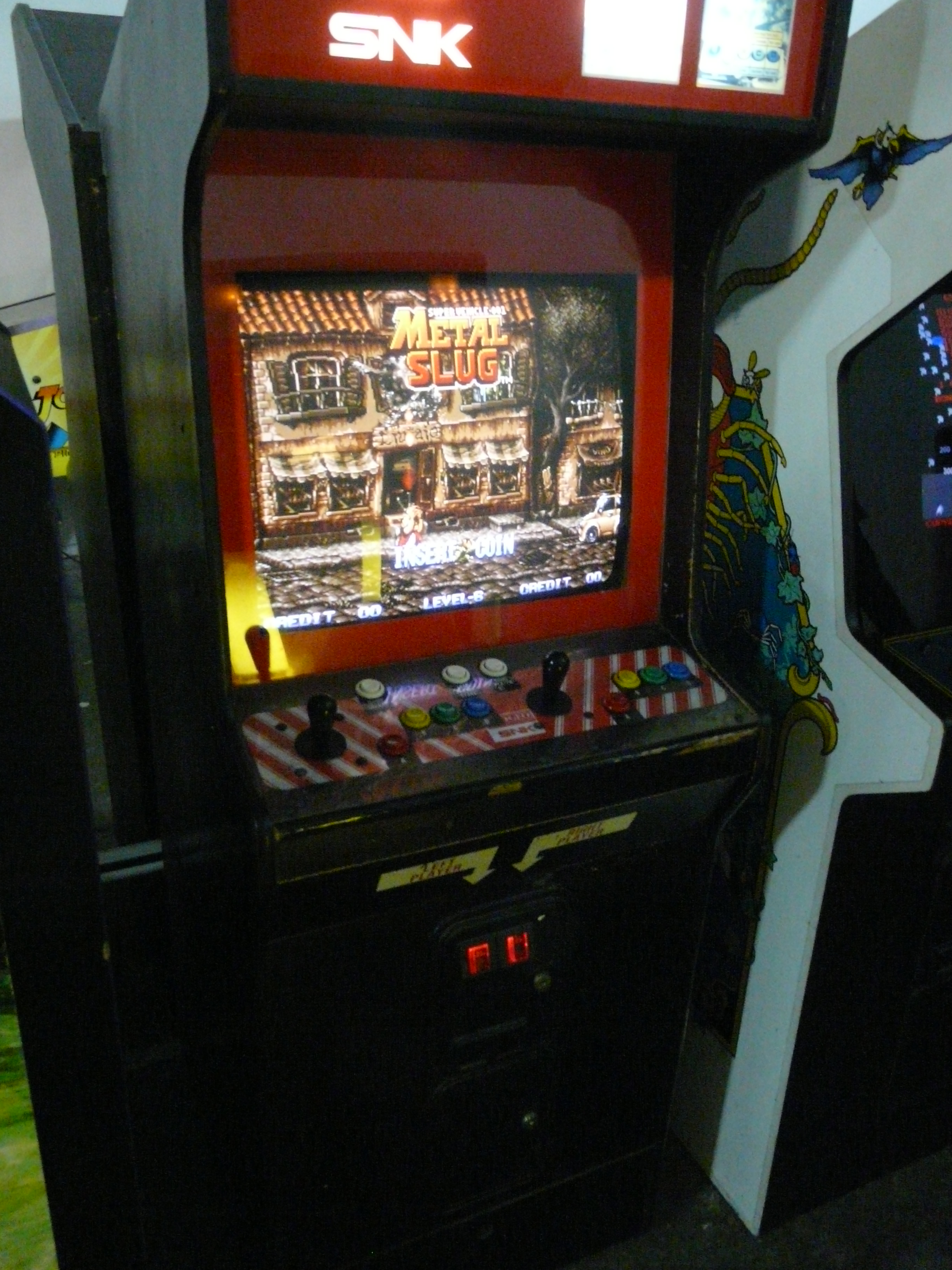
越南大戰的街機

電子遊樂場（英語： 或 Video Arcade）、中國大陸稱電子遊戲廳、游艺娱乐场所、电子游艺场所（或游戏厅、游艺厅、电玩城、动漫城、机厅），
香港稱電子遊戲機中心（一般稱為遊戲機中心，俗稱機舖）、台灣稱電子遊樂場（簡稱遊藝場），包括各式各樣的娛樂設備，在城市裡是很常見的。一般來說，遊藝場有大型街機、自動販賣機、代幣兌換機（在台灣和中國比較常見）等設備。主要供消費者進行玩樂、聽音樂等娛樂用途。此外，某些遊藝場也提供賭博電玩，或另外設置成人區給特殊顧客使用。由於家用游戏机和手机游戏的普及，部分城市的電子遊樂場受到嚴峻的挑戰。

## 各地情况

### 日本
电子游戏厅在日本被称为“游戏中心”（日语：ゲームセンター） 。
《娱乐游艺事业管理及正当化相关法律》 （以下简称《娱乐游艺事业法》）第2条将除与性相关的特殊事业以外的娱乐游艺事业分为第1至第5五类，游戏中心属于“第5类”。要经营游戏中心，需要获得监管机构公共安全委员会的许可，但一定规模以下的单个场所除外。截至 2023 年，持牌场所总数为 3,915 家 ，这一数字也包括了其他的商业类型，例如游戏咖啡馆、赌场酒吧和游乐园等。
此外，警察厅将持有执照的营业场所分为两类，如果单独经营游戏中心的是“专业店”“并设店”；如果它们附属于弹球室或其他设施且超过一定规模的是“联合店”。调查显示，截至2023年，获得许可的专业店数量是2321家。
就包括“联合店”在内的机构总数而言，该数量在1980年（太空侵略者热潮之后）达到顶峰57,404家，然后迅速下降，到1985 年降至该数量的一半左右。而“专业店”在1980年大约有3,000到4,000家，1986年达到7,105家。此后，门店数量持续呈W型增长， 1996年达到顶峰，为7,878家。根据日本游乐产业协会2019财年发布的数据，据《娱乐及游艺法》获得许可的机构和单个地点的总数为12,212家 。
在1983年家用游戏机红白机发布之前，许多人认为游戏厅是“不良少年的聚集地”。 1991年， 《街头霸王II》引发了巨大的热潮， 1994年， PlayStation 、世嘉土星等搭载32位CPU的家用游戏机开始流行。此后，光顾游戏厅的人多了起来，对游戏厅有不好印象的人几乎消失。 
根据休闲发展中心的《休闲白皮书》，游戏厅的市场规模在1992年达到6000亿日元的峰值，在1996年至1997年呈W型回升至5960亿日元的小幅值，之后再次萎缩。据帝国数据库调查，受网络社交游戏的影响，2008年以后市场再次萎缩。市场规模在2007年达到顶峰6780亿日元，2018年为4550亿日元，11年间减少了约40%。
游戏杂志《Fami通》对游戏厅内人们最感兴趣的事物进行了调查，其中最受欢迎的两项是UFO夹娃娃机和Print Club，此外是格斗游戏和益智游戏。 
在《娱乐游艺事业法》许可营业场所中，拥有101台机台以上的店铺数量呈增加趋势，而拥有11台至50台的店铺数量则呈持平趋势。另一方面，10家以下的门店和51至100家门店的门店数量逐年减少。其中，10家及以下门店数量明显减少，2016年占比为31.1%，2017年起101家及以上门店数量占比最大。 因此，近年来，由游戏机厂商直接经营的游戏厅、以及大公司经营的游戏厅数量不断增加，而中小企业经营的游戏厅数量减少，尤其是经营大型电子游戏的100台机台以下的小游戏厅逐渐被淘汰。

### 台灣
依照台灣法律，遊藝場的營業分級為普通級跟限制級，其中有以下的規定：
1. 第9條：電子遊戲場業之營業場所，應距離國民中、小學、高中、職校、醫院五十公尺以上。
2. 第16條：非電子遊戲場業之其他營利事業，不得就其營業場所，供他人設置電子遊戲機營業。
3. 第17條：
  - 一、普通級電子遊戲場，禁止未滿十五歲者於上課時間及夜間十時以後進入及滯留。
  - 二、限制級電子遊戲場，禁止未滿十八歲者進入。
  - 三、於營業場所明顯處，懸掛電子遊戲場業營業級別證。
  - 四、於營業場所入口明顯處，標示營業級別及入場年齡限制。
  - 五、不得於電子遊戲機使用真幣、信用卡、金融卡、現金卡、儲值卡或其他作為簽帳、提款、轉帳或支付之電磁紀錄物或晶片；其娛樂用代幣之大小、式樣或重量，不得與真幣相同或近似。
  - 六、不得有涉及賭博、妨害風化或其他犯罪行為。電子遊戲場業從業人員執行前項第一款及第二款之規定，得請消費者出示年齡證明。

### 香港

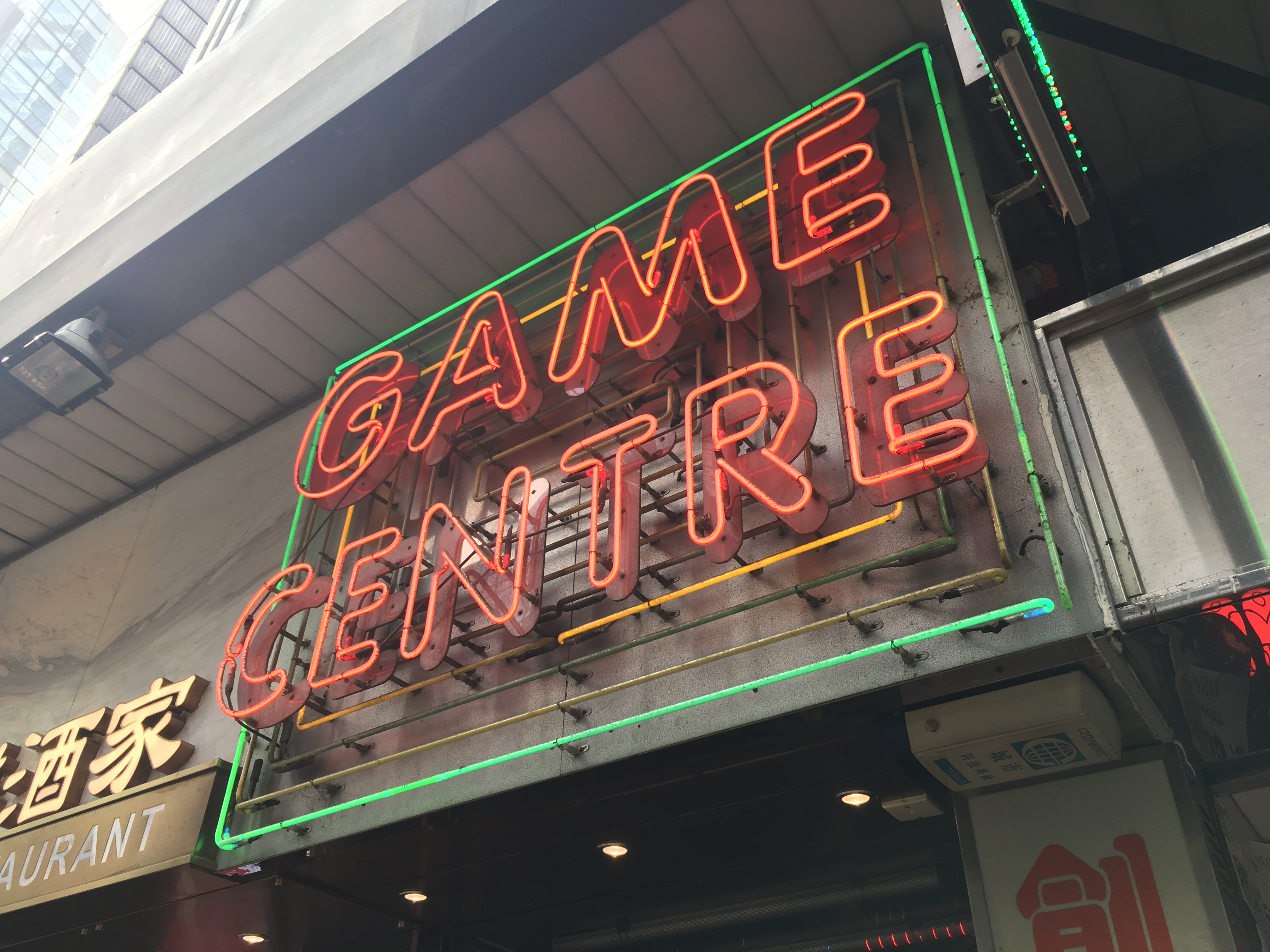
香港的遊戲機中心，俗稱「機舖」

港英政府在1993年通過《遊戲機中心條例》(第435章)，香港的遊戲機中心需受條例規管，經營遊戲機中心需領有牌照。遊戲機中心分為只准許16歲以上進入的「成人場」和16歲以下人士均能進入的「兒童場」；而2007年香港實施《吸煙（公眾衛生）條例》後，都有控煙辦巡查遊戲機中心，而現時大部份兒童遊戲機中心的遊戲均會以代幣遊玩。
《遊戲機中心條例》其他限制包括：
1. 機舖不得在凌晨12時至早上8時營業（2002年民政事務局放寬前者至凌晨2時）
2. 禁止穿校服學生進入16歲以上的機舖
3. 方圓100米範圍內，不可有現存遊戲機中心或教育機構
4. 機舖室內禁止吸煙（1997年加入條例）

在1980年代的頂峰時期，香港有牌照經營的遊戲機中心超過2,000間，到了千禧年後數量已經跌至餘下400多間。

### 中国大陆
2000年6月15日，中华人民共和国国务院办公厅转发七部门《关于开展电子游戏经营场所专项治理的意见》，要求整治游戏厅，并暂停游戏厅的执照审批及发放。
2006年1月29日，国务院公布《娱乐场所管理条例》，规定了包括游戏厅在内的娱乐场所经营条件。2013年2月4日，文化部（现文化和旅游部）发布《娱乐场所管理办法》。对游戏厅的主要规定包括：
- 不得设立在居民住宅区和学校、医院、机关周围。
- 不得设置具有赌博功能的电子游戏机机型、机种、电路板等游戏设施设备，不得以现金或者有价证券作为奖品，不得回购奖品
- 不得设置未经文化和旅游主管部门内容核查的游戏游艺设备。
- 除国家法定节假日外，设置的电子游戏机[注 1]不得向未成年人提供。
- 每日凌晨2时至上午8时不得营业。

## 外部連結
- 電子版香港法例：第435章《遊戲機中心條例》 （页面存档备份，存于）（繁體中文）